# Elasmias
Elasmias é um género de gastrópode  da família Achatinellidae.

## Espécies
Este género contém as seguintes espécies:
- Elasmias amphodon C. M. Cooke & Y. Kondo, 1943
- Elasmias anceyanum Pilsbry & C. M. Cooke, 1915
- Elasmias apertum (Pease, 1865)
- Elasmias cernicum (W. H. Benson, 1850)
- Elasmias citreum (E. A. Smith, 1898)
- Elasmias fuscum (Ancey, 1904)
- Elasmias kitaiwojimanum (Pilsbry & Hirase, 1903)
- Elasmias luakahaense Pilsbry & C. M. Cooke, 1915
- Elasmias manilense (Dohrn, 1863)
- Elasmias mariei (Crosse, 1874)
- Elasmias ovatulum (Möllendorff, 1900)
- Elasmias ovatum (Anton, 1838)
- Elasmias peaseanum (Garrett, 1884)
- Elasmias quadrasi (Möllendorff, 1894)
- Elasmias simplicimum C. M. Cooke & Y. Kondo, 1961
- Elasmias sundanum (Möllendorff, 1897)
- Elasmias terrestre (Brazier, 1876)
- Elasmias wakefieldiae (J. C. Cox, 1868)